# Morgan Schneiderlin
Morgan Schneiderlin, né le 8 novembre 1989 à Strasbourg, est un footballeur international français qui évolue au poste de milieu de terrain.

## Biographie

### Strasbourg
Morgan Schneiderlin commence sa carrière aux côtés de J.Anstett et joue au football avec ses camarades d'école sur le terrain de l'équipe locale du SR Zellwiller. À l'âge de cinq ans, lors d'une journée de détection, il rejoint le Racing Club de Strasbourg, marquant ainsi le début de son parcours professionnel. Pur produit de son centre de formation, il prend part à son premier match avec l'équipe première le 27 octobre 2006 en entrant à l'heure de jeu face à Gueugnon (victoire 0-1) en Ligue 2. Il porte le numéro 100 sur son maillot lors du match du centenaire de Strasbourg, le 6 octobre 2006. Il signe un contrat professionnel dès l'âge de seize ans, un record de précocité dans l'histoire du club alsacien.
Il fait deux apparitions en Ligue 2 lors de la saison 2006-2007. Le club termine à la troisième place et se voit promu en Ligue 1.
Lors de la saison 2007-2008, il fait régulièrement partie du groupe professionnel mais joue peu. Il est titulaire pour la première fois de la saison lors de la 28e journée contre le FC Metz. Il est de nouveau titulaire, lors de la dernière journée, contre l'Olympique de Marseille et joue le match en intégralité. Au terme de la saison, le club est relégué en Ligue 2, et doit équilibrer ses comptes. Morgan Schneiderlin est alors transféré à Southampton.

### Southampton FC

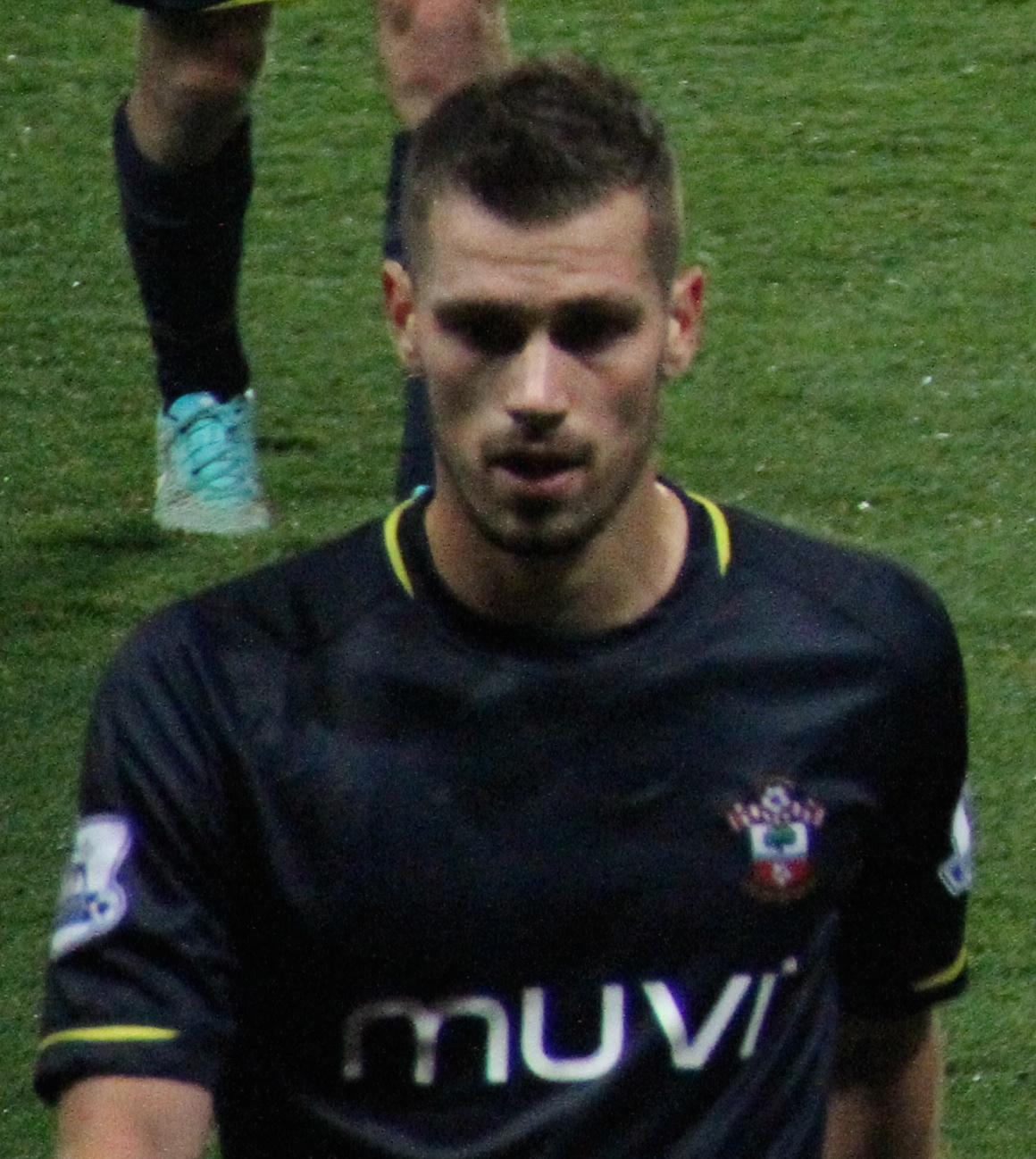
Morgan Schneiderlin sous les couleurs du Southampton FC.

En juin 2008, il signe au Southampton FC, club de D2 anglaise. Il prend part à trente-trois rencontres pour sa première saison en Angleterre mais le club est relégué en troisième division après avoir terminé à l'avant-dernière place.
La saison suivante, en troisième division anglaise, Schneiderlin est convoité par le FC Nantes mais son club le retient. Il confirme sa place de titulaire indiscutable au sein de l'effectif mais les Saints doivent attendre encore une saison supplémentaire, la faute à des points de pénalité liés aux problèmes financiers du club. La saison suivante sera couronnée de succès, les Saints remontent en seconde division en terminant à la seconde place du championnat. Il marque pour la première fois en 2010, lors d'une victoire 5-1 contre Bristol City.
Pour leurs retrouvailles avec la D2 anglaise, Morgan Schneiderlin et Southampton terminent vice-champion et se retrouvent promus une seconde fois consécutive, ce qui signifie une accession en Premier League.
Il marque son premier but en Premier League le 2 septembre 2012 face à Manchester United. Il est élu à l'issue de cette saison meilleur joueur du Southampton FC. À la fin de la saison 2012-2013, il est désigné meilleur tacleur d’Europe par les médias britanniques. Pour l'année 2013, il est le joueur qui intercepte en moyenne le plus de ballons par match en Europe. Il intéresse dès lors de nombreux clubs tels que Arsenal et Manchester United.
Lors de la saison 2014-2015, Schneiderlin inscrit son premier doublé en Premier League face à West Ham lors d'une victoire trois buts à un le 30 août 2014.

### Manchester United

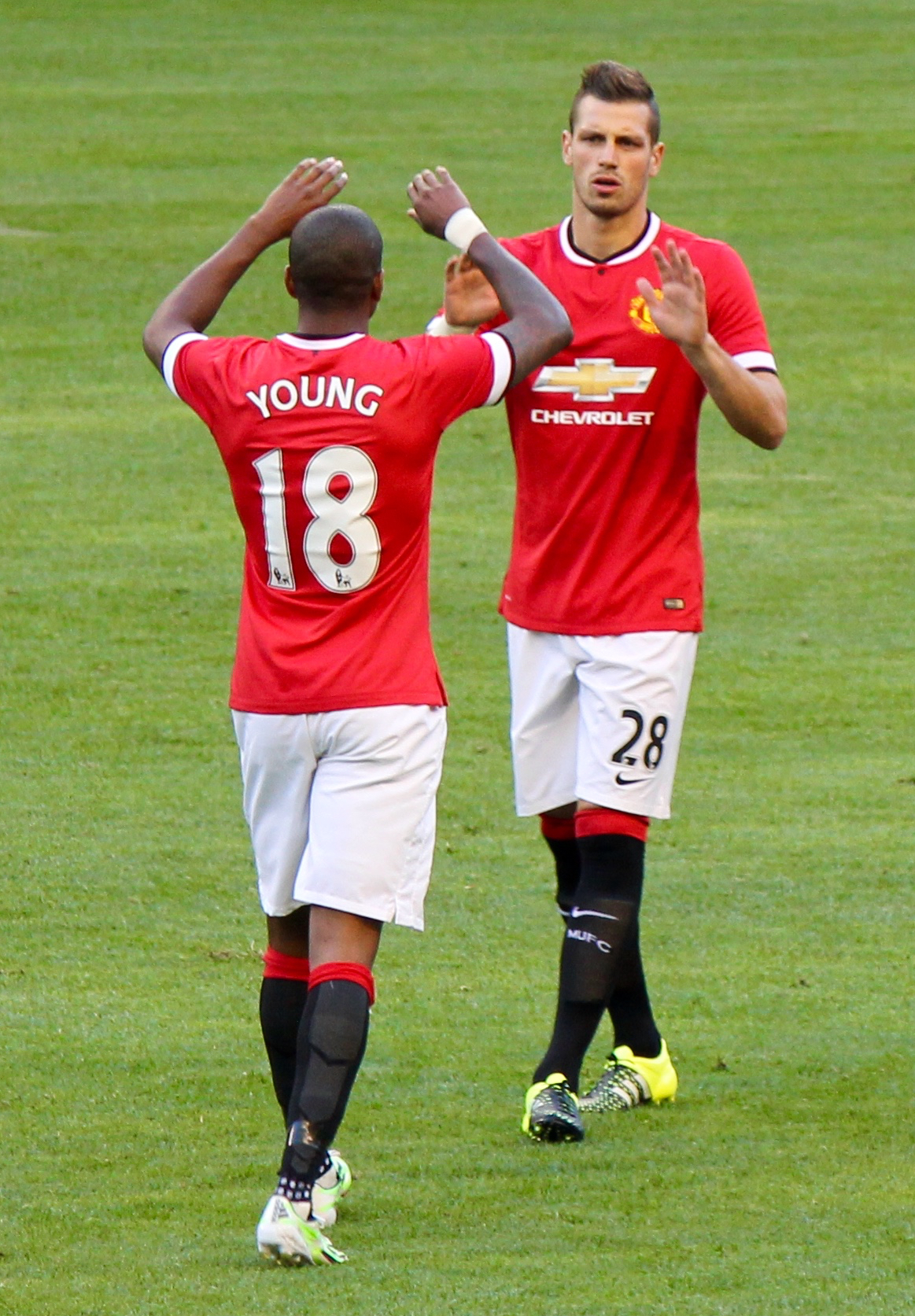
Schneiderlin avec Ashley Young en juillet 2015.

Le 13 juillet 2015, il s'engage pour quatre ans avec Manchester United,. Cinq jours plus tard, il marque un but lors de son premier match amical non officiel joué face aux Mexicains du Club America. Le 17 octobre 2015, il marque son premier but avec Manchester United en match officiel lors d'un match de Premier League face à Everton (victoire 0-3). Pour cette première saison sous le maillot des Reds Devils, Schneiderlin prend part à trente-cinq rencontres toutes compétitions. Les Red Devils remportent la Coupe d'Angleterre en battant Crystal Palace mais le milieu français ne participe pas à la finale. Il remporte le Community Shield face à Leicester City à l'entame de la saison suivante. Il ne joue que très peu lors de la première moitié de la saison 2016-2017 (huit matchs toutes compétitions confondues) et quitte Manchester United lors du marché des transferts hivernal de janvier 2017 après avoir joué 47 matchs sous le maillot du club mancunien pour un but marqué.

### Everton FC
Le 12 janvier 2017, Schneiderlin s'engage pour quatre ans et demi avec Everton, largement désiré par l'entraineur Ronald Koeman. Trois jours plus tard, il fait ses débuts avec les Toffees en entrant peu après l'heure de jeu face à Manchester City (victoire 4-0). Le 11 mars 2017, Schneiderlin inscrit son premier but avec Everton face à West Bromwich Albion en Premier League (3-0). Cette première saison sous les ordres de Ronald Koeman s'achève par une septième place en championnat.
Lors de sa seconde saison sur les bords de la Mersey, il découvre un nouvel entraîneur, avec la signature de Sam Allardyce au mois de novembre. Malgré l'arrivée de joueurs confirmés tels que Theo Walcott, Cenk Tosun et Eliaquim Mangala, le club se classe seulement huitième de Premier League et échoue dès la phase de groupes de Ligue Europa.
Un nouveau technicien arrive en 2018-2019, mais le Portugais Marco Silva ne parvient pas à atteindre une meilleure place en championnat. Il est débarqué en décembre 2019 pour être remplacé par Carlo Ancelotti. Sous les ordres de l'Italien, les Toffees redressent la barre en Premier League. Le 23 février 2020, Schneiderlin se blesse contre Arsenal et doit être opéré du genou. Ce match face aux Gunners est la dernière apparition du milieu de terrain français sous les couleurs d'Everton.

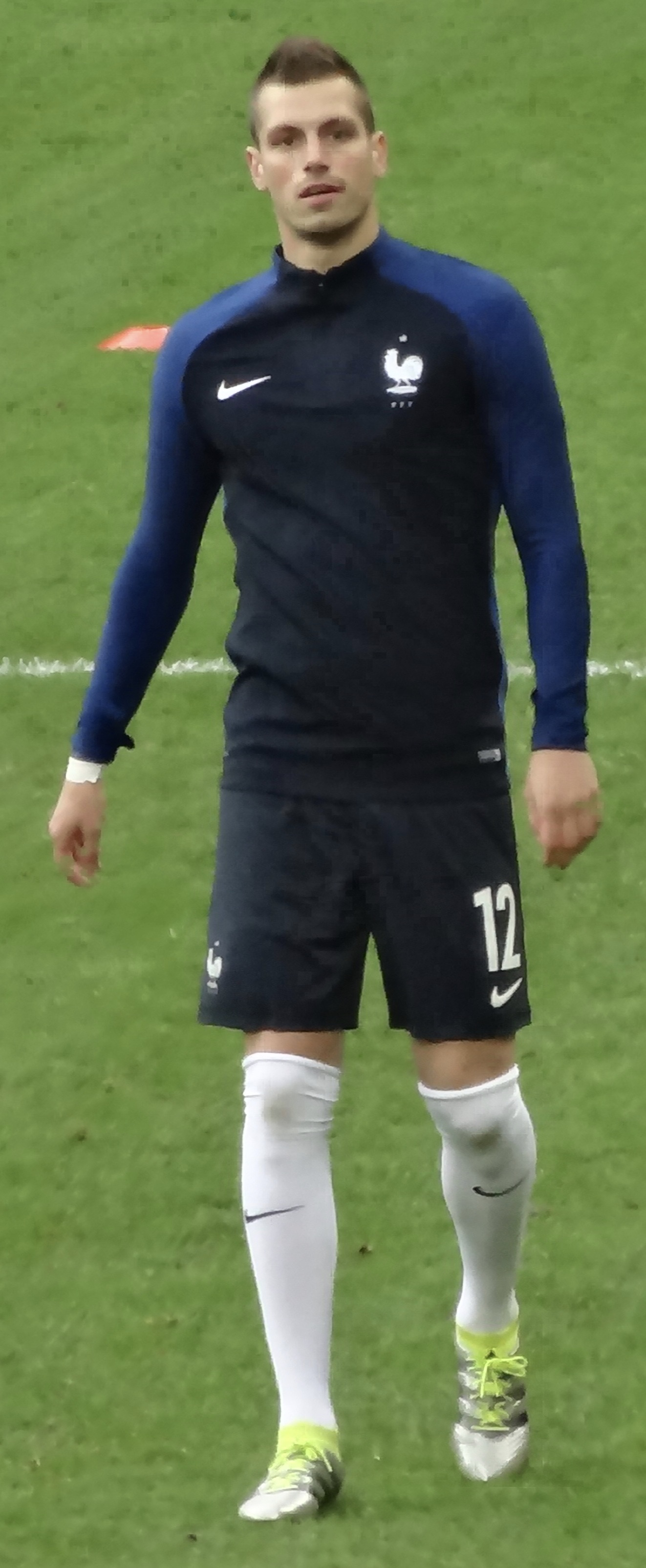
Schneiderlin durant l'Euro 2016.

### OGC Nice
Le 23 juin 2020, Morgan Schneiderlin est transféré à l'OGC Nice. Il retrouve à cette occasion la France, douze ans après l'avoir quittée pour l'Angleterre.

### Western Sydney Wanderers
Au mois de janvier 2023, Morgan Schneiderlin est prêté par l'OGC Nice au club australien Western Sydney Wanderers.

### Fin de carrière
Après un passage dans le club turc de Konyaspor et à AE Kifisia FC (en) en Grèce, il annonce qu'il prend sa retraite en août 2024 à l'âge de 34 ans.
Après sa carrière, il se lance dans la course à pied et participe au marathon de Paris en 2025 qu'il boucle en 3h30.

### En équipe nationale
Le 13 mai 2014, il figure sur la liste des sept joueurs réservistes annoncée par Didier Deschamps au journal de 20 heures de TF1 pour la Coupe du monde en plus des vingt-trois qui iront au Brésil. Il fait partie des trois sélectionnés de la liste de trente pour la Coupe du monde n'ayant aucune sélection avec Rémy Cabella et Loïc Perrin. Le 6 juin 2014, à la suite des forfaits de Franck Ribéry et Clément Grenier, il rejoint pour la première fois le groupe France afin de disputer la Coupe du monde en compagnie de Rémy Cabella. Il connaît sa première sélection en entrant en toute fin de match lors de l'écrasante victoire des Bleus (8-0) face à la Jamaïque, le 8 juin au Stade Pierre-Mauroy à Lille. Le 25 juin suivant, il honore sa première titularisation lors du troisième match de poule face à l'Équateur (0-0).
Non retenu parmi les vingt-trois joueurs français sélectionnés pour disputer l'Euro 2016, il fait partie d'un groupe de huit réservistes présents lors de la préparation de l'équipe de France et susceptibles de remplacer un joueur sélectionné qui serait blessé. Lassana Diarra, atteint d'une inflammation au genou gauche, renonce à participer à l'Euro, ce qui permet à Schneiderlin d'intégrer le groupe français pour cette compétition. Il ne prend part à aucun match de la compétition, où la sélection française atteint la finale, où elle est battue par le Portugal (1-0).

## Statistiques

### Statistiques détaillées
| Saison                | Club                  | Championnat           | Championnat | Championnat | Coupe nationale | Coupe nationale | Coupe de la Ligue | Coupe de la Ligue | Supercoupe | Supercoupe | Compétition(s) continentale(s) | Compétition(s) continentale(s) | Compétition(s) continentale(s) | Football League Trophy | Football League Trophy | France | France | Total | Total |
| Saison                | Club                  | Division              | M.          | B.          | M.              | B.              | M.                | B.                | M.         | B.         | Comp.                          | M.                             | B.                             | M.                     | B.                     | M.     | B.     | M.    | B.    |
| 2006-2007             | RC Strasbourg         | Ligue 2               | 2           | 0           | -               | -               | -                 | -                 | -          | -          | -                              | -                              | -                              | -                      | -                      | -      | -      | 2     | 0     |
| 2007-2008             | RC Strasbourg         | Ligue 1               | 3           | 0           | -               | -               | -                 | -                 | -          | -          | -                              | -                              | -                              | -                      | -                      | -      | -      | 3     | 0     |
| Sous-total            | Sous-total            | Sous-total            | 5           | 0           | -               | -               | -                 | -                 | -          | -          | -                              | -                              | -                              | -                      | -                      | -      | -      | 5     | 0     |
| 2008-2009             | Southampton FC        | Championship          | 30          | 0           | 1               | 0               | 2                 | 0                 | -          | -          | -                              | -                              | -                              | -                      | -                      | -      | -      | 33    | 0     |
| 2009-2010             | Southampton FC        | League One            | 37          | 1           | 4               | 0               | 2                 | 0                 | -          | -          | -                              | -                              | -                              | 4                      | 0                      | -      | -      | 47    | 1     |
| 2010-2011             | Southampton FC        | League One            | 27          | 0           | 2               | 0               | 1                 | 0                 | -          | -          | -                              | -                              | -                              | 1                      | 0                      | -      | -      | 31    | 0     |
| 2011-2012             | Southampton FC        | Championship          | 42          | 2           | 1               | 0               | 4                 | 0                 | -          | -          | -                              | -                              | -                              | -                      | -                      | -      | -      | 47    | 2     |
| 2012-2013             | Southampton FC        | Premier League        | 36          | 5           | 1               | 0               | -                 | -                 | -          | -          | -                              | -                              | -                              | -                      | -                      | -      | -      | 37    | 5     |
| 2013-2014             | Southampton FC        | Premier League        | 33          | 2           | 3               | 0               | -                 | -                 | -          | -          | -                              | -                              | -                              | -                      | -                      | 2      | 0      | 38    | 2     |
| 2014-2015             | Southampton FC        | Premier League        | 26          | 4           | 1               | 1               | 3                 | 0                 | -          | -          | -                              | -                              | -                              | -                      | -                      | 7      | 0      | 37    | 5     |
| Sous-total            | Sous-total            | Sous-total            | 231         | 14          | 13              | 1               | 12                | 0                 | -          | -          | -                              | -                              | -                              | 5                      | 0                      | 9      | 0      | 270   | 15    |
| 2015-2016             | Manchester United     | Premier League        | 29          | 1           | 3               | 0               | -                 | -                 | -          | -          | C1+C3                          | 4+3                            | 0+0                            | -                      | -                      | 6      | 0      | 45    | 1     |
| 2016-2017             | Manchester United     | Premier League        | 3           | 0           | -               | -               | 2                 | 0                 | 1          | 0          | C3                             | 2                              | 0                              | -                      | -                      | -      | -      | 8     | 0     |
| Sous-total            | Sous-total            | Sous-total            | 32          | 1           | 3               | 0               | 2                 | 0                 | 1          | 0          | -                              | 9                              | 0                              | -                      | -                      | 6      | 0      | 53    | 1     |
| 2016-2017             | Everton FC            | Premier League        | 14          | 1           | -               | -               | -                 | -                 | -          | -          | -                              | -                              | -                              | -                      | -                      | -      | -      | 14    | 1     |
| 2017-2018             | Everton FC            | Premier League        | 30          | 0           | 1               | 0               | -                 | -                 | -          | -          | C3                             | 9                              | 0                              | -                      | -                      | -      | -      | 40    | 0     |
| 2018-2019             | Everton FC            | Premier League        | 14          | 0           | -               | -               | 2                 | 0                 | -          | -          | -                              | -                              | -                              | -                      | -                      | -      | -      | 16    | 0     |
| 2019-2020             | Everton FC            | Premier League        | 15          | 0           | 1               | 0               | 2                 | 0                 | -          | -          | -                              | -                              | -                              | -                      | -                      | -      | -      | 18    | 0     |
| Sous-total            | Sous-total            | Sous-total            | 73          | 1           | 2               | 0               | 4                 | 0                 | -          | -          | -                              | 9                              | 0                              | -                      | -                      | -      | -      | 88    | 1     |
| 2020-2021             | OGC Nice              | Ligue 1               | 28          | 0           | 2               | 0               | -                 | -                 | -          | -          | C3                             | 5                              | 0                              | -                      | -                      | -      | -      | 35    | 0     |
| 2021-2022             | OGC Nice              | Ligue 1               | 20          | 0           | 4               | 0               | -                 | -                 | -          | -          | -                              | -                              | -                              | -                      | -                      | -      | -      | 24    | 0     |
| Sous-total            | Sous-total            | Sous-total            | 48          | 0           | 6               | 0               | -                 | -                 | -          | -          | -                              | 5                              | 0                              | -                      | -                      | -      | -      | 59    | 0     |
| Total sur la carrière | Total sur la carrière | Total sur la carrière | 389         | 16          | 24              | 1               | 18                | 0                 | 1          | 0          | -                              | 23                             | 0                              | 5                      | 0                      | 15     | 0      | 475   | 17    |

### Liste des matchs internationaux
| Matchs internationaux de Morgan Schneiderlin | Matchs internationaux de Morgan Schneiderlin | Matchs internationaux de Morgan Schneiderlin       | Matchs internationaux de Morgan Schneiderlin | Matchs internationaux de Morgan Schneiderlin | Matchs internationaux de Morgan Schneiderlin | Matchs internationaux de Morgan Schneiderlin                        |
| Sélection                                    | Date                                         | Lieu                                               | Adversaire                                   | Résultat                                     | Compétition                                  | Notes                                                               |
| -------------------------------------------- | -------------------------------------------- | -------------------------------------------------- | -------------------------------------------- | -------------------------------------------- | -------------------------------------------- | ------------------------------------------------------------------- |
| 1.                                           | 8 juin 2014                                  | Stade Pierre-Mauroy, Villeneuve-d'Ascq, France     | Jamaïque                                     | 8-0                                          | Match amical                                 | Entre en jeu à la place de Karim Benzema à la 87e minute de jeu     |
| 2.                                           | 25 juin 2014                                 | Stade Maracanã, Rio de Janeiro, Brésil             | Équateur                                     | 0-0                                          | Coupe du monde 2014                          | Titulaire                                                           |
| 3.                                           | 4 septembre 2014                             | Stade de France, Saint-Denis, France               | Espagne                                      | 1-0                                          | Match amical                                 | Entre en jeu à la place de Moussa Sissoko à la 78e minute de jeu    |
| 4.                                           | 7 septembre 2014                             | Stade de l'Étoile rouge, Belgrade, Serbie          | Serbie                                       | 1-1                                          | Match amical                                 | Titulaire                                                           |
| 5.                                           | 11 octobre 2014                              | Stade de France, Saint-Denis, France               | Portugal                                     | 2-1                                          | Match amical                                 | Entre en jeu à la place de Antoine Griezmann à la 84e minute de jeu |
| 6.                                           | 14 octobre 2014                              | Stade Républicain Vazgen Sargsyan, Erevan, Arménie | Arménie                                      | 3-0                                          | Match amical                                 | Titulaire                                                           |
| 7.                                           | 14 novembre 2014                             | Stade de la route de Lorient, Rennes, France       | Albanie                                      | 1-1                                          | Match amical                                 | Entre en jeu à la place de Moussa Sissoko à la 80e minute de jeu    |
| 8.                                           | 26 mars 2015                                 | Stade de France, Saint-Denis, France               | Brésil                                       | 1-3                                          | Match amical                                 | Titulaire.                                                          |
| 9.                                           | 29 mars 2015                                 | Stade Geoffroy-Guichard, Saint-Étienne, France     | Danemark                                     | 2-0                                          | Match amical                                 | Titulaire.                                                          |
| 10                                           | 4 septembre 2015                             | Estádio José Alvalade XXI, Lisbonne, Portugal      | Portugal                                     | 0-1                                          | Match amical                                 | Entre en jeu à la place de Yohan Cabaye à la 46e minute de jeu.     |
| 11.                                          | 7 septembre 2015                             | Stade Matmut-Atlantique, Bordeaux, France          | Serbie                                       | 2-1                                          | Match amical                                 | Titulaire.                                                          |
| 12.                                          | 8 octobre 2015                               | Allianz Riviera, Nice, France                      | Arménie                                      | 4-0                                          | Match amical                                 | Entre en jeu à la place de Blaise Matuidi à la 63e minute de jeu.   |
| 13.                                          | 11 octobre 2015                              | Parken Stadium, Copenhague, Danemark               | Danemark                                     | 1-2                                          | Match amical                                 | Titulaire.                                                          |
| 14.                                          | 13 novembre 2015                             | Stade de France, Saint-Denis, France               | Allemagne                                    | 2-0                                          | Match amical                                 | Entre en jeu à la place de Lassana Diarra à la 80e minute de jeu.   |
| 15.                                          | 17 novembre 2015                             | Stade de Wembley, Londres, Angleterre              | Angleterre                                   | 2-0                                          | Match amical                                 | Titulaire et remplacé par Moussa Sissoko à la 82e minute de jeu.    |

## Palmarès

### En club
Sous les couleurs de Southampton, Schneiderlin remporte le Football League Trophy en 2010. Il termine également vice-champion d'Angleterre de D3 en 2011 puis vice-champion d'Angleterre de D2 en 2012.
Parti ensuite à Manchester United, il remporte le Community Shield en 2016 puis la EFL Cup et la Ligue Europa en 2017.

### En sélection
Il est finaliste de l'Euro 2016 avec l'équipe de France.

## Vie privée
Le 8 juin 2017, il épouse Camille Sold, candidate de Koh-Lanta : Malaisie, avec qui il est en couple depuis décembre 2014. Le couple accueille son premier enfant, un garçon prénommé Maé, le 10 octobre 2018 et son deuxième enfant, une fille prénommée Keira, le 25 septembre 2020.